# Willem Hendrik de Beaufort (1881-1976)
Jonkheer Willem Hendrik de Beaufort (Woudenberg, 18 mei 1881 – Bennekom, 20 september 1976) was een Nederlands bestuurder op het gebied van natuurbescherming en politicus.
Hij was een zoon van jkvr. Cornelia Maria van Asch van Wijck (1849-1915) en burgemeester Johannes Bernardus de Beaufort (1847-1924), telg uit het geslacht De Beaufort; hij werd in 1937 verheven in de Nederlandse adel. Hij trouwde in 1909 met met Ada Wilhelmina van Eeghen (1886-1972) uit het geslacht Van Eeghen, dochter van handelaar en politicus Sam van Eeghen en jkvr. Olga Catherine Antoinetta van Loon uit het geslacht Van Loon. Ze kregen vijf kinderen, onder wie burgemeester jhr. mr. Jan Willem de Beaufort (1913-2001).
Hij kreeg een opleiding aan de rijksHogereburgerschool in Utrecht en vervolgens aan de Königliche Sachsische Forstakademie Tharandt (Bosbouw Hoge School). Ook studeerde hij enige tijd aan de Landbouwhogeschool. Op jonge leeftijd werd hij beheerder van onroerend goed (waaronder familiebezit op en nabij de Utrechtse Heuvelrug, waaronder de houtvesterij van Den Treek). In 1914 werd hij voorzitter van het Utrechtsch Landbouwgenootschap, en was als zodanig betrokken bij de oprichting van de Landbouwbeurs (1919) en voorzitter van de afdeling ULG Woudenberg-Maarn. Tussen 1918 en 1923 was hij voorzitter van de mede door hemzelf opgerichte Nederlandsche Boschbouwvereniging. In de jaren dertig was hij lid en vanaf 1936 was hij enige jaren voorzitter van de Bosraad; in die jaren had hij ook zitting in het bestuur van de Nederlandsche Heide Maatschappij, bovendien was hij vanaf 1937 watergraaf bij 't Eemcollege, nadat hij al vanaf 1917 betrokken was bij Het College ter directie van den Slaperdijk.
Binnen de politiek van hij sinds 1919 voor de liberalen lid van de Provinciale Staten van Utrecht en vanaf 1939 van Gedeputeerde Staten.
In 1954 kreeg De Beaufort de Zilveren Anjer voor zijn werk voor natuurbescherming in Nederland in het algemeen en in provincie Utrecht in het bijzonder. Hij was toen jarenlang verbonden aan de Stichting Het Utrechtsch Landschap; al eerder was hij voorzitter van de Provinciale Utrechtse Commissie voor Natuurbehoud. Zijn speciale interesse ging uit naar het natuurbehoud van de Gelderse Vallei. Voorts was hij erelid van het Nederlands Valkeniersverbond Adriaan Mollen. Hij was ook jarenlang lid van de Vogelbescherming en aanverwante instellingen (1958-1973).
Hij was bij leven voorts nog kamerheer en jagermeester in buitengewone dienst van de koninginnen Wilhelmina der Nederlanden en Juliana der Nederlanden. Zijn bericht van overlijden meldde ook dat hij ridder was in de Orde van de Nederlandse Leeuw en in de Orde van Oranje-Nassau. De Beaufort overleed op 95-jarige leeftijd in Bennekom en werd begraven in zijn geboorteplaats.